# Sandra Gallina

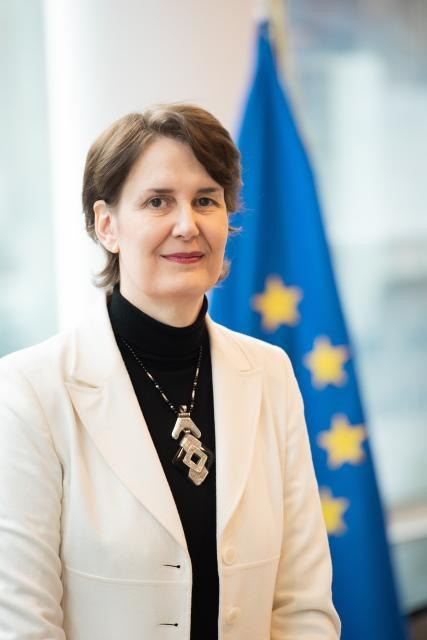
Sandra Gallina

Sandra Gallina ist eine italienische hohe Beamtin der Europäischen Union und leitet seit 2020 als Generaldirektorin die Generaldirektion Gesundheit und Lebensmittelsicherheit (DG SANTE).

## Leben
Sandra Gallina absolvierte von 1981 bis 1987 ein Studium als Übersetzerin, das sie mit Prädikatsabschluss beendete. Sie war im Dienst der Europäischen Union zunächst bis 1999 als Übersetzerin für die Generaldirektion Übersetzung tätig. Sie wechselte anschließend zur Generaldirektion Steuern und Zollunion. Von 2001 bis 2009 war sie EU-Chefunterhändlerin bei den WTO-Verhandlungen über den Marktzugang für nicht landwirtschaftliche Produkte. Von 2014 bis 2018 amtierte sie in der Generaldirektion Handel als Direktorin im Direktorat für Nachhaltige Entwicklung. Sie war ebenso als Chefunterhändlerin für das Freihandelsabkommen der EU mit den MERCOSUR-Staaten zuständig. Anschließend amtierte sie bis 2020 als stellvertretende Generaldirektorin der Generaldirektion Handel. 